# Place de la Paix et de la Légion d’Honneur (Roanne)
Pour les articles homonymes, voir Place de la Paix.
La place de la Paix et de la Légion d’Honneur, plus communément appelée place de la Paix, est une voie publique de la commune française de Roanne.

## Situation et accès
La place est jointe à la rue des Minimes, à la rue Jean-Jaurès et à la rue Maréchal-Foch.

## Origine du nom
Nommée « place de la Paix » depuis 1892, elle devient « place de la Paix et de la Légion d’Honneur » à partir de 2009. Ce changement est motivé par la société d’entraide des membres de la Légion d’honneur (SEMLH) qui souhaite doter une voie de Roanne d’un odonyme se référant à l’Ordre national de la Légion d'honneur ; l’association souhaitant rendre visible la décoration de la Ville et les évènements qui ont conduit à son décernement en 1864.

## Historique
En 1892, la voie est nommée place de la Paix en référence à la statue offerte par le ministère des Beaux-Arts. 
Le 15 mai 2009, elle devient la place de la Paix et de la Légion d’Honneur,.